# White Oak Springs (Illinois)
Pour les articles homonymes, voir White Oak Springs.
White Oak Springs est un village fantôme, du comté de Brown en Illinois, aux États-Unis. Fondé en 1838, il se situait dans le township de Buckhorn, au nord-est de Benville (en) et au nord-nord-ouest de Morrelville (en).

## Source de la traduction
- (en) Cet article est partiellement ou en totalité issu de l’article de Wikipédia en anglais intitulé « White Oak Springs, Illinois » (voir la liste des auteurs).